# Zeamordella
Zeamordella is een geslacht van kevers uit de familie spartelkevers (Mordellidae).
Het geslacht is voor het eerst wetenschappelijk beschreven in 1886 door Broun.

## Soorten
Het geslacht omvat de volgende soorten:
- Zeamordella caprai Franciscolo, 1993
- Zeamordella monacha Broun, 1886